# ルリザンヌ
ルリザンヌ(ベルベル語：Ɣilizan)(アラビア語：غليزان)(フランス語：Relizane)はアルジェリア北西部のルリザンヌ県の県都。
2008年の人口は約12.3万人だった。